# Studium Filozofii i Historii Idei WSFT
Studium Filozofii i Historii Idei WSFT – instytucja edukacyjna założona i prowadzona przez Fundację "WSFT", z siedzibą w Warszawie, specjalizująca się w prowadzeniu całorocznych, weekendowych cyklów wykładowych skierowanych do osób posiadających wyższe wykształcenie, które pragną pogłębić swoją wiedzę w zakresie filozofii, historii idei, dziejów relgii.
Studium powstało z inicjatywy Anny Krajewskiej, która zorganizowała cykl wykładów na temat filozofii i teologii przy klasztorze
Dominikanów na Warszawskim Służewie. Wykłady prowadzili wówczas m.in. Wacław Hryniewicz, Władysław Stróżewski, Tomasz Węcławski, Cezary Wodziński, Ewa Wipszycka i Grzegorz Ryś.
W 2007 r. została zarejestrowana Fundacja "WSFT", która przekształciła nieformalną instytucję wykładową w Studium Filozofii i Historii Idei WSFT oraz wynajęła na jego potrzeby sale wykładowe w "Centrum Łowicka" na Mokotowie w Warszawie. W Studium prowadzili wykłady m.in.: Tadeusz Dzidek, Tadeusz Bartoś, Tomasz Węcławski, Karol Karski, Tadeusz Gadacz i wielu innych.